# Dionís Eroles i Batlle
Dionís Eroles i Batlle (Barcelona, 2 de novembre de 1900 - 1940 o 1941) fou un dirigent anarquista català.

## Biografia
Va néixer a Barcelona el 2 de novembre de 1900. Valentí, el seu pare, havia nascut al Pla de Sant Tirs, a la comarca de l'Alt Urgell, d'on havia emigrat a la ciutat de Barcelona. La seva mare era nascuda al barri de Sants, ens s'establí la família i on va néixer en Dionís. Va començar a treballar amb només 8 anys en una fàbrica de vidre, ingressant molt jove a la Confederació Nacional del Treball (CNT), el sindicat que aplegava la gran majoria de la classe treballadora catalana. Va ser empresonat a l'agost de 1919, i també al maig i novembre de 1920. El 30 de novembre de 1920 va ser desterrat a la fortalesa de la Mola, a Maó, a bord del vaixell Girlada, juntament amb 35 destacats dirigents sindicalistes catalans, entre ells Salvador Seguí, que havien tingut un paper destacaten la gran vaga de la canadenca de 1919. En arribar el vaixell, s'assabentaren de l'assassinat de l'advocat dels treballadors Francesc Layret a mans dels pistolers dels empresaris. A la Mola hi va romandre fins a octubre de 1922.
Eroles va ser militant dels grups d'acció del barri barceloní de Sants, sindicalistes que es defensaven dels atacs dels pistolers de la patronal, del sindicat lliure i de la policia. Va ser jutjat diverses vegades. El juny de 1926 va ser condemnat per robatori a sis anys de presó i empresonat al Penal d'Ocaña. Una altra condemna de tres anys per tinença d'armes va augmentar la pena. En la pràctica, va estar empresonat durant tota la dictadura de Primo de Rivera. El 1931 fou alliberat i nomenat dirigent del Sindicat de l'Art Fabril i Tèxtil de Catalunya i membre del comitè regional català de la CNT. Va participar en les insurreccions de gener de 1932 i de gener de 1933, pel que de nou va ser jutjat i condemnat a diferents penes de presó. D'abril a juny de 1933 va complir pena com a pres governatiu en el vaixell-presó Manuel Arnús
El juliol de 1936, un cop derrotada la sublevació militar feixista a Catalunya, gràcies en bona part a l'actuació dels sindicalistes de la CNT, amb les altres forces d'esquerra i una part dels agents d'ordre públic, Eroles va exercir el càrrec de secretari del Consell d'Obrers i Soldats (organisme encarregat de la depuració de feixistes a la Guàrdia civil, Guàrdia d'Assalt i Exèrcit), dependent del Comitè Central de Milícies Antifeixistes de Catalunya (CCMA).
Poc després un pacte va acordar l'entrada de la CNT al govern de la Generalitat i la dissolució del CCMA, amb la contrapartida que la CNT s'assegurés un paper preponderant en Defensa i en Ordre Públic. Es va crear especialment la secretaria de Defensa perquè fos ocupada per Joan García Oliver, i quan aquest va dimitir per haver estat nomenat ministre de Justícia de la República, es va suprimir el càrrec, amb la promesa que el conseller de Defensa seria substituït per un cenetista. El paper d'Eroles i la resta de responsables cenetistes en els diferents organismes de seguretat es veié marcat en tot moment per l'intent de la Generalitat d'arraconar progressivament la CNT.
Després de la dissolució del Comitè, l'octubre de 1936, Eroles va ser nomenat cap de serveis d'Ordre Públic de la Junta de Seguretat Interior, on tingué continus enfrontaments amb la Comissaria general i el conseller de Seguretat Interior Artemi Aguadé, d'ERC. Creà els serveis d'informació annexos al seu càrrec policial, coneguts com “els nanos d´Eroles”, que es coordinava amb el servei d'informació cenetista dirigit per Manuel Escorza del Val. Juntament amb Josep Asens, Aurelio Fernández i Manuel Escorza del Val, Eroles de dirigir les accions de les Patrulles de Control, que la Junta de segurtetat Interior volia substituir. La rivalitat amb els dirigents d'interior d'ERC suposà que fos acusat de diverses actuacions criminals. De fet Joan Pons Garlandí (ERC) va denunciar l'existència d'un grup coordinat de repressió i extorsió format per Eroles, Manuel Escorza del Val, Aurelio Fernández i Eduardo Barriobero.
Eroles també coordinava diferents grups d'acció propers a la CNT: el que va ocupar en l'estiu de 1937 el Palau de Justícia, que estava al servei del Comitè de Justícia Revolucionària de la CNT, després anomenat oficialment Oficina Jurídica. pel Diari Oficial de la Generalitat; el Comitè dels Escolapis, que gestionava i coordinava els diversos grups i que, al seu torn, s'integrava en el comitè de defensa confederal del Centre i Poble Sec; i el Comitè de Comarques, dirigit per Tomàs Orts en la Junta de Seguretat Interior.
El 22 d'octubre de 1936 fou un dels signants del pacte d'unitat d'acció entre CNT, UGT, FAI i PSUC. Eroles i Escorza per CNT, Pedro Herrera per la FAI, Antonio Sesé i Rafael Vidiella per UGT i Felipe García pel PSUC, amb l'objectiu de derrotar el feixisme. Alhora fou Cap de Serveis de la Comissaria General d'Ordre Públic de la Generalitat de Catalunya, des d'on s'enfrontà tant al dirigent d'UDC Lluís Vila i d'Abadal, encarregat de salvar catòlics perseguits per incontrolats de la FAI, com a Estat Català després del Complot de novembre de 1936 contra Companys.
El novembre, Solidaritat Obrera publicava un article descrivint i lloant els cops dels serveis d'informació d'Eroles contra la cinquena columna d'agents feixistes a Catalunya. El mateix mes, la Vanguardia va publicar la notícia d'un lliurament a la Tresoreria de la Generalitat per part de la Comissaria d'Ordre Públic de diversos objectes valuosos, trobats en els registres efectuats en pisos abandonats per elements facciosos. El diari detallava els diners i els objectes lliurats, pels grups d'Eroles. Segons algunes fonts, una part d'aquests lliuraments, habituals i de considerable valor, eren apropiades per Eroles "per al sindicat" com un element de negociació o socors davant un futur incert i problemàtic. El mateix novembre, va reforçar la seguretat de les presons per evitar que la població es revengés amb els presos dels bombardeigs feixistes contra la costa catalana. El 25 de novembre de 1936, Eroles, i Manuel Escorza, des del Servei d'Investigació i Informació de la CNT-FAI, amb les inrromacions de Liberato Minué des d'aquest mateix servei d'espionatge a França, va desbaratar i va denunciar la planificació d'un cop d'estat per part d'elements propers a Estat Català, dirigit per Joan Casanovas i Andreu Revertés i que preveia l'assassinat de Lluís Companys, a més de la anarquistes Aurelio Fernández i Vicent Gil i Solans.
El 4 gener de 1937, la Junta de Seguretat va acordar que qualsevol registre o detenció hauria de portar, en el futur, la signatura del comissari general (Eusebio Rodríguez Salas) o del cap de serveis d'Ordre Públic (Eroles). Des de gener hi va haver constants i violents enfrontaments personals d'Aurelio Fernández i Dionís Eroles, d'una banda, contra Rodríguez Sales. Davant la creixent manca d'aliments, Eroles va ordenar nombroses confiscacions de magatzems il·legals de queviures, que va destinar a proveir els hospitals. El febrer, Eroles va reactivar el Consell d'obrers i soldats, qu eell mateix havia desactivat anteriorment, per contrarestar la creixent influència i penetració del PSUC i UGT en els cossos policials i en les unitats militars republicanes.
La Junta de Seguretat esdevingué l'escenari de l'enfrontament entre la CNT i el govern de la Generalitat pel control de l'ordre públic, Aiguadé crearia un Cos Únic de Seguretat, per substituir les Patrulles de Control, en un llarg procés, que va començar l'octubre de 1936 i va acabar a principis de juny de 1937. Durant aquest període Eroles es va oposar a la constitució de Patrulles de Comarques, en contra del criteri de Rebull (de la Unió de Rabassaires), perquè aquestes no estaven controlades per la CNT. A partir de febrer, Aiguadé acusà Eroles i Escorza de diversos casos de saqueigs i assassinats, i de tenir una xarxa d'extorsió, el 27 de febrer una manifestació de la Guardia Nacional Republicana, formada pels antics Guàrdies Civils, per la mort d'un agent a Granollers, causà enfrontaments amb anarquistes entre crits de "muera Eroles" i exigint uan comandament únic d'ordre públic. La CNT catalana donà el seu suport a Eroles i rebutjà els fets. El 4 de març, el DOG va publicar set decrets i dues Ordres, mitjançant els quals es dissolien les Patrulles de Control i es creava el Cos de Seguretat Interior, basat en la unificació de la Guàrdia d'Assalt, que depenia de la Generalitat, i la Guardia Nacional Republicana, del govern espanyol. L'ordre no es faria però efectiva fisn al juny, després de la derrota de la CNT en els fets de maig. Abans es produïren diversos incidents per l'actuació dels noves forces d'ordre contra militants anarquistes, a l'abril Terrassa, Esparreguera i Olesa visqueren una vaga general i l'alçament en armes de militants confederals. Eroles participà en aquests fets, enfrontat a Rodríguez Salas i al PSUC i la UGT, que guanyaven força en els nous serveis d'ordre. Durant tot l'abril, ERC, el PSUC i el govern es començaren a preparar per l'imminent enfrontament amb la CNT. El 17 d'abril Eroles denunciava els registres i confiscació d'armes a nombrosos militants cenetistes per part dels homes de Rodriguez Salas. El 27 abril de 1937 Dionís Eroles va fer revisar els expedients dels presos governatius a Comissaria i al Preventori Judicial, aconseguint la llibertat de cent detinguts cenetistes.
Durant els fets de maig, després de l'assalt a la Telefònica per les forces de la Guàrdia d'Assalt i la Guàrdia Civil i els combats en l'edifici, Eroles s'hi dirigí, amb els altres responsables d'ordre públic Diaz i Asens, per tal que els anarquistes abandonessin la resistència. El 4 de maig, 5 membres de l'escorta d'Eroles eren assassinats.
Després dels Fets de maig del 1937, Eroles es va resistir al nou delegat de seguretat a Barcelona del govern republicà espanyol Teodoro Illera (policia professional), però finalment fou destituït del càrrec de Cap de Serveis de la CGOP. El 5 de maig va ocupar el càrrec de secretari general interí de la Confederació Regional del Treball de Catalunya, vacant després de la nominació del també anarquista Valeri Mas com a conseller de la Generalitat. Dionís Eroles fou detingut arran d'una investigació dels assassinats i els robatoris comesos entre el juliol del 1936 i el maig del 1937, però va quedar en llibertat sota fiança. Fou acusat de ser l'inductor de l'intent d'assassinat del president de l'Audiència de Barcelona Josep Andreu i Abelló, que impulsava la gran investigació del període anterior, però el fet no es va arribar a provar.
Marxà de Barcelona el mateix dia que les forces franquistes entraven a la ciutat, en acabar la guerra civil marxà a França, intentà participar en la reogranització de la CNT, enfrontant-se amb alguns dels seus companys que li reclamaven el suposat botí acumulat, finalment va establir la seva residència a Montalban, allí fou detingut i va ser portat al camp de concentració de Le Vernet d'Ariège, on va coincidir amb altres cenetistes, com Antonio Ortiz i Víctor Castán, destacats caps militars durant la contesa. Poc després se'n perd el rastre, a mitjan 1940. Segons algunes fonts, fou entregat a la policia franquista i enviat a Andorra, on fou executat. Segons altres fonts, el març de 1941 fou executat per antics companys, membres del Grup Ponzán. el seu renebot Roland Eroles explica que la desaparició de Dionís es va deure al seu tossuda negativa a lliurar el botí de guerra a l'organització cenetista en l'exili. Després d'una violent trobada amb Víctor Castán, home de confiança de Germinal Esgleas, de la FAI, Eroles desparegué el 1941 sense deixar rastre.